# ジャン1世 (ベリー公)
ジャン1世（Jean Ier, 1340年11月30日 - 1416年3月15日）は、ベリー公およびオーヴェルニュ公（在位：1360年 - 1416年）、ポワティエ伯（在位：1357年 - 1416年）。「華麗公」（le Magnifique）と呼ばれる。フランス王ジャン2世（善良王）と妃であったボヘミア王ヨハン（盲目王）の王女ボンヌの三男。兄にフランス王シャルル5世（賢明王）とアンジュー公ルイ1世が、弟にブルゴーニュ公フィリップ2世（豪胆公）がいる。

## 生涯
1357年、ジャン1世が最初にアパナージュ（分邦国）として与えられたポワティエは、前年（1356年）のポワティエの戦いで父がイングランドに大敗して捕虜となりポワティエも占領され、名ばかりのポワティエ伯となってしまったため、同年に長兄シャルルからオーヴェルニュの隣接地域で同等の収入が見込まれる南フランスのラングドックを執政の立場で与えられた。また、オーヴェルニュは本来アパナージュとして与えられたものなので、男系が断絶した場合には王領に編入されるはずであったが、本来アパナージュ設定ではないブルボン家の家領もオーヴェルニュと共に王領に編入することを男系が断絶した場合の条件として、娘マリーの結婚相手ブルボン公ジャン1世への相続が認められた。
だが、実際はイングランドの虜囚である父の身代金捻出のためラングドックへ赴任したに過ぎず、地元の農民反乱や貴族の紛争に巻き込まれ、住居を転々としつつ自治都市や貴族から金をかき集め、1359年にアルマニャック伯ジャン1世の娘ジャンヌと政略結婚もしている。1360年のブレティニー条約の結果ポワティエはイングランドに渡ることになり、ラングドック執政も解任されたが、1369年からのイングランド領征服事業に乗じてポワティエを回復、1375年にリュジニャンを獲得し城の改築や農民移住奨励など復興作業に尽力した。以後もル・クレムラン＝ビセートル、ニオール、ドンズナック、モンパンシエなどポワティエやオーヴェルニュの都市を買収で手に入れ、ブールジュを中心とした領地で支配を固めた。
1380年に長兄が亡くなり甥シャルル6世が即位すると、次兄のアンジュー公ルイ1世・弟のブルゴーニュ公フィリップ2世（豪胆公）・義兄のブルボン公ルイ2世（シャルル6世の母方の伯父、ジャン1世の父）と共に幼少のシャルル6世に代わり政権を掌握、ラングドック執政に再任して財産を蓄えたが、1388年にシャルル6世が親政を宣言すると他の兄弟共々政権から遠ざけられ、翌1389年に執政を解任された。だが、1392年にシャルル6世が発狂して統治不能になると豪胆公と共に政権に復帰、1401年にラングドック執政の地位を取り戻した。それからは領地保全と百年戦争中のフランス国内の対立を収めるために尽力、甥のオルレアン公ルイ（シャルル6世の弟）と豪胆公の間の和平工作を行なった。また、1404年に豪胆公が亡くなると彼が養育していたアルテュール・ド・リッシュモンを引き取り大甥のルイ王太子の側近に引き立てている。
豪胆公の息子で甥ジャン1世（無怖公）がオルレアン公との対立を継続した際も1405年に両者を和睦させたが、1407年にオルレアン公が無怖公の刺客に暗殺されると憤慨して無怖公を糾弾、翌1408年に一転して彼を政権に呼び戻すが、1410年にオルレアン公シャルル、ブルターニュ公ジャン5世、アランソン伯ジャン1世、アルマニャック伯ベルナール7世など大諸侯や姻戚関係にある貴族達とGien（）同盟を結成した。以後アルマニャック派と名を変えイングランドへ援軍派遣を打診しつつ無怖公らブルゴーニュ派とフランス各地で戦い、1413年に無怖公がパリの民衆暴動で退去した後にパリを奪ったが、1415年にイングランド軍が乱入しアジャンクールの戦いでアルマニャック派が惨敗、ルイ王太子が死去して弟ジャンが王太子として無怖公に擁立されると、アルマニャック伯をパリへ呼び出し、1416年に75歳で没した。息子に先立たれていたため所領の多くは王領に編入され、1417年にジャン王太子亡き後に選ばれたシャルル王太子（後のシャルル7世）はブールジュを根拠地にイングランドと対峙することになる。

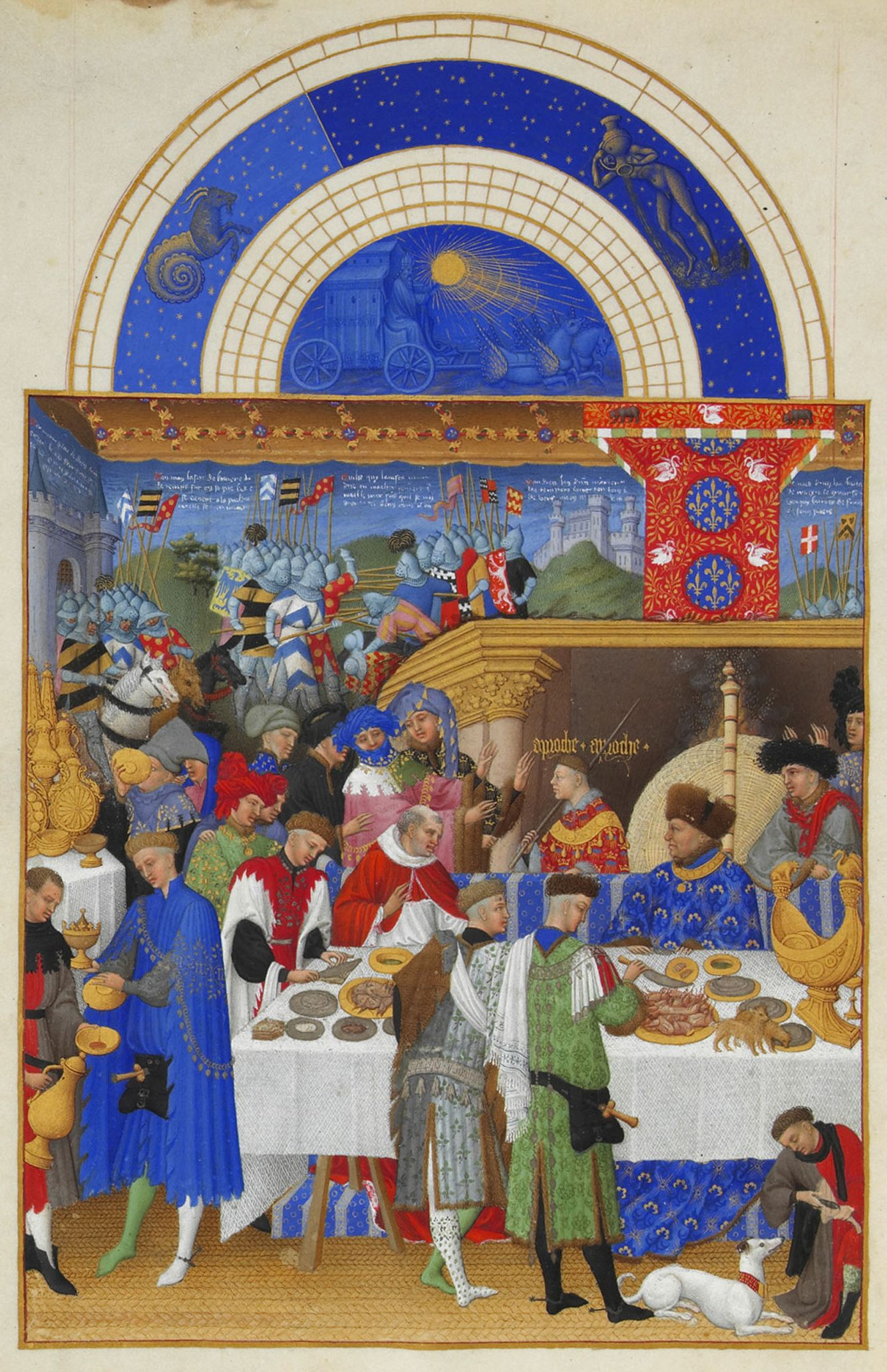
時祷書（1月）

政治以上に、ジャン1世は美術品の蒐集家や芸術家のパトロンとして知られている。ランブール兄弟に『ベリー公のいとも豪華なる時祷書』を製作させたほか、さまざまな貴金属・工芸品・彩飾写本を所有していた。建築にも熱中し17におよぶ城館を手掛け、リュジニャン城やブールジュの教会など改築事業やコレクションに厖大な財産を投じるあまり、ベリー公領はフランス中で最も税が重い地域になり、ジャン1世の歿後相当な額の負債が残されたという。

## 結婚と子供
最初の妃であるアルマニャック伯ジャン1世の娘ジャンヌとの間に3男2女をもうけた。
- シャルル（1362年 - 1382年） - モンパンシエ伯
- ジャン（1363年 - 1402年） - モンパンシエ伯
- ルイ（1364年 - 1383年）
- ボンヌ（1365年 - 1435年） - サヴォイア伯アメデーオ7世と結婚、後に従兄のアルマニャック伯ベルナール7世と再婚。サヴォイア公アメデーオ8世の母。
- マリー（1367年 - 1434年） - オーヴェルニュ女公。ルイ3世・ド・シャティヨン、ウー伯フィリップ・ダルトワ、ブルボン公ジャン1世と結婚

2人目の妃はオーヴェルニュ女伯およびブローニュ女伯ジャンヌ2世であったが、彼女との間には子供は生まれなかった。